# 音無秀孝
音無 秀孝（おとなし ひでたか、1954年6月10日 - ）は、宮崎県出身の元調教師・元騎手。

## 来歴
中学卒業後に大阪のレストランでコックとして3年間働いていたが、この間に競馬ファンとなり、自身も騎手として競馬界に飛び込むことを決意。
1973年から栗東・田中好雄厩舎に騎手見習として入門し、1975年からは好雄の実子である田中良平厩舎に移籍。
1979年に同厩舎からデビューし、栗田伸一・安達昭夫・田中剛・菅沼輝正と同期になる。3月3日の阪神第1競走アラブ系4歳以上オープン・サカエホーオー（7頭中7着）で初騎乗を果たすが、勝ったのは1977年最優秀アラブ馬ミサキシンボルで、鞍上は初騎乗初勝利の栗田であった。1年目の同年は11月11日の福島第6競走4歳以上400万下・シンヤマト、第10競走4歳以上400万下・コーヨーローズで共に2着などがあったが、初勝利には届かず0勝に終わる。
2年目の1980年7月20日に小倉第5競走4歳未勝利・ヒノサトで初勝利を挙げるが、ヒノサトの馬主は当時、田中良厩舎に所有馬の多くを預けていた小田切有一であった。音無は若い頃から小田切に可愛がられ、現在も「秀ちゃん」と呼ばれている。
2年目の同年は2勝を挙げ、3年目の1981年には4勝をマークするが、4勝中3勝はアラブのエアーシャトルで挙げた。1982年には同馬のシュンエイ記念で重賞初騎乗を果たし3着に入り、小田切所有のミスラディカルで京都牝馬特別を制して重賞初制覇をマークする。エリザベス女王杯ではビクトリアクラウンの2着に入り、暮れの阪神牝馬特別でも京都牝馬特別と同様にヤマノシラギクを抑えて重賞2勝目を挙げる。
1983年には金杯（西）で同じ明け5歳のワカテンザン・エリモローラといった牡馬を破って年またぎで重賞を連勝し、宝塚記念に出走した後、秋には朝日チャレンジカップを制す。東上して牝馬東京タイムズ杯では2着に入り、天皇賞（秋）、ジャパンカップ、有馬記念にも挑戦。第3回ジャパンカップに補欠であったミスラディカルが他馬の出走辞退を受けてゲートに収まることとなった際、音無は興奮してお祭り気分になった。早くから東京に滞在して調教し、毎日乗っていたが、スタネーラ（アイルランド）が腹痛で調教せず運動だけで勝つのに驚いた。その時に追い切りだけが調教ではないと分かったほか、運動の大切さも分かり、調教師となってからも当時の教訓が生かされている。ミスラディカルはアンバーシャダイにクビ差迫り、チェリオルーフォ（イタリア）・エリンズアイル（アメリカ）、メジロティターン、ハイホーク（イギリス）に先着の7着と健闘。1982年には初の2桁となる10勝をマークし、10勝中5勝はミスラディカル、2勝はエアーシャトルで挙げた。1983年は2年連続2桁となる16勝、1984年は3年連続2桁で自己最多の18勝をマーク。
1985年には同じく小田切所有のノアノハコブネで優駿牝馬を制し、自身唯一のGI制覇をクラシックで飾る。ノアノハコブネは桜花賞には間に合わず、前日の忘れな草賞も4着に終わった為、オークス出走のためもう一勝を積み上げる必要があった。どのレースを選ぶかを関係者が協議した際、音無は「ダートの平場なら勝てる」と進言。その通り京都ダート1800mの400万下を勝ちオークスに出走できたものの、芝では4戦して未勝利ということもあり人気は低く、28頭中21番人気での出走となった。レースは逃げると思われた桜花賞馬エルプスが逃げを打てなかったものの、ユキノローズ（レインボーペガサスの祖母）、アイランドゴッテスがレースを引っ張り、最初の1000mが60秒5と言う当時の東京コースとしては異様なハイペースの展開となった。スタート直後のダッシュがつかず、結局何時も通りの最後方からの競馬となったノアノハコブネにはこれが幸いし、最後の直線でオーバーペースで大失速した馬達を外から全馬まとめて交わすと、ナカミアンゼリカに1馬身1/4差を付けて快勝。なお、この時更新したオークス史上最高単勝配当額（6270円）は未だに破られていない。同年は4勝に終わるが、その内の3勝はノアノハコブネで挙げた。
1986年にはカツラノハイセイコ産駒、青森産で抽せん馬のユウミロクで牝馬クラシックに参戦し、優駿牝馬では後に史上初の三冠牝馬となるメジロラモーヌの2着に入る。1987年にはカブトヤマ記念で唯一の重賞制覇に導くが、音無にとっては最後の重賞制覇となった。
1989年には京都4歳特別で17頭中16番人気のファーストホームで3着に逃げ粘り、カブトヤマ記念ではサンピアレスで4着に追い込む。1992年2月1日の小倉第2競走4歳未勝利・ダンツセントーが最後の勝利となり、1993年の京都牝馬特別で小田切所有のフェイムオブラスに騎乗したのが最後の騎乗となった。1993年引退。
日本中央競馬会発足後、クラシックを制した騎手で通算100勝以下の騎手は彼以外には山本勲（通算99勝、1957年皐月賞）しかいない。
引退後は田中章博厩舎の調教助手（1993年 - 1994年）を経て、1995年に厩舎を開業。同年6月24日の中京第12競走4歳以上900万下・キーペガサス（16頭中11着）で初出走を果たす。開業当初は他厩舎からの転厩馬ばかりであったが、その内の一頭だったイナズマタカオーで7月23日の北九州記念を勝利し、初勝利を重賞初制覇で遂げるという快挙を達成するなど、1年目から調教師として手腕を発揮。
2000年頃から成績が飛躍的に向上し、リンカーン・カンパニー・オレハマッテルゼ・サンアディユ・サンライズバッカス・オウケンブルースリなどの活躍馬を世に送り出すなど、騎手時代以上の活躍が目立つ。
現在では毎年のように調教師リーディングの上位を賑わす存在であるが、リンカーンなどに代表される近藤英子所有の素質馬を管理し始めたことや、条件戦での積極的な関東遠征、東田幸男調教助手を始めとする厩舎スタッフらの手腕とチームワークなどが理由として挙げられる。また、坂路主体の調教も厩舎の特徴であり、西高東低の現状に於いて、これが前述の関東遠征での好結果に繋がっている。所属馬一頭一頭の過去のデータが一目で分かるというソフトウェアを自ら考案して利用し、調教時計を始めとする詳細事項を自らの手でパソコンに入力、さらにそのデータは馬主にも届けるというマメな一面も持ち合わせている。
2007年8月4日には新潟のレースに出走させる管理馬アレクシオスの装鞍中、バランスを崩して倒れた同馬の下敷きになってしまい、肋骨を5本折る重傷を負う。それでも週明けの同6日には絶対安静とされる中、データ入力の為にコルセットを装着した状態で厩舎へ現れるという肉体的かつ精神的タフさも見せた。
2025年3月4日付けで70歳定年に伴い、調教師を引退した。同年6月16日、調教師・騎手顕彰者に選出された。

## エピソード
- オモシロイ、イヤダイヤダなどの珍名馬が所属することでも有名な音無厩舎だが、騎手時代からの小田切との信頼関係は、調教師となってからのエガオヲミセテやワナでの重賞勝利や、オレハマッテルゼでの高松宮記念優勝による悲願のGI初制覇へと結実している。
- 栗東では同郷のよしみから橋口弘次郎調教師と仲が良く、二人の会話は新聞記事のネタになることもある。2007年のアイビスサマーダッシュでサンアディユが勝利した際、音無は小倉に出張中であったため、表彰式での表彰台には臨場業務代行で橋口が立った。その橋口は音無に先立って2015年の定年後に調教師顕彰者に選出されている。
- 2025年現在、福島競馬場で施行される全ての重賞競走[注 1]を制覇した唯一の調教師でもある[7]。
- 前述の通り、定年引退後に調教師顕彰者に選出されたが、歴代顕彰者で初めて日本ダービー未勝利となっている。

## 騎手成績
|      | 1着 | 2着 | 3着 | 騎乗数 | 勝率 | 連対率 |
| ---- | --- | --- | --- | ------ | ---- | ------ |
| 平地 | 84  | 104 | 88  | 1201   | .070 | .157   |
| 障害 | 0   | 0   | 0   | 11     | .000 | .000   |
| 計   | 84  | 104 | 88  | 1212   | .069 | .154   |

|            | 日付           | 競馬場・開催  | 競走名                  | 馬名           | 頭数 | 人気 | 着順 |
| ---------- | -------------- | ------------- | ----------------------- | -------------- | ---- | ---- | ---- |
| 初騎乗     | 1979年3月3日   | 1回阪神3日1R  | アラブ系4歳以上オープン | サカエホーオー | 7頭  | 7    | 7着  |
| 初勝利     | 1980年7月20日  | 3回小倉4日5R  | 4歳未勝利               | ヒノサト       | 11頭 | 3    | 1着  |
| 重賞初騎乗 | 1982年1月31日  | 1回中京4日11R | シュンエイ記念          | エアーシャトル | 15頭 | 6    | 3着  |
| 重賞初勝利 | 1982年10月31日 | 5回京都8日11R | 京都牝馬特別            | ミスラディカル | 13頭 | 5    | 1着  |
| GI初騎乗   | 1983年6月5日   | 3回阪神6日10R | 宝塚記念                | ミスラディカル | 13頭 | 5    | 6着  |
| GI初勝利   | 1985年5月19日  | 3回東京2日10R | 優駿牝馬                | ノアノハコブネ | 28頭 | 21   | 1着  |

### 主な騎乗馬
※太字はGIレース。
- ミスラディカル（1982年京都牝馬特別・阪神牝馬特別、1983年金杯（西）・朝日チャレンジカップ）
- ノアノハコブネ（1985年優駿牝馬）
- ユウミロク（1987年カブトヤマ記念）

その他
- スーパーシンザン

## 調教師成績
|            | 日付           | 競馬場・開催  | 競走名         | 馬名             | 頭数 | 人気 | 着順 |
| ---------- | -------------- | ------------- | -------------- | ---------------- | ---- | ---- | ---- |
| 初出走     | 1995年6月24日  | 3回中京3日12R | 5歳以上900万下 | キーペガサス     | 16頭 | 7    | 11着 |
| 初勝利     | 1995年7月23日  | 2回小倉4日11R | 北九州記念     | イナズマタカオー | 16頭 | 3    | 1着  |
| 重賞初勝利 | 1995年7月23日  | 2回小倉4日11R | 北九州記念     | イナズマタカオー | 16頭 | 3    | 1着  |
| GI初出走   | 1995年10月29日 | 4回東京8日10R | 天皇賞（秋）   | イナズマタカオー | 17頭 | 14   | 9着  |
| GI初勝利   | 2006年3月26日  | 1回中京8日11R | 高松宮記念     | オレハマッテルゼ | 18頭 | 4    | 1着  |

### 受賞
- 2004年 JRA賞（優秀技術調教師）
- 2005年-2010年 優秀調教師賞（関西）
- 2009年 最多賞金獲得調教師賞
- 2009年 JRA賞（最多賞金獲得調教師）
- 2010年 JRA賞（最多勝利調教師）
- 2010年 最多勝利調教師賞

## 主な管理馬

### GI級競走優勝馬
- カンパニー（2005年京阪杯、2006年大阪杯、2007年関屋記念、2008年中山記念、マイラーズカップ、2009年中山記念、毎日王冠、天皇賞（秋）、マイルチャンピオンシップ）
- サンライズバッカス（2005年武蔵野ステークス、2007年フェブラリーステークス）
- オレハマッテルゼ（2006年高松宮記念、京王杯スプリングカップ）
- ヴィクトリー（2007年皐月賞）
- オウケンブルースリ（2008年菊花賞、2009年京都大賞典）
- クリソライト（2013年ジャパンダートダービー、2014年日本テレビ盃、2015年ダイオライト記念[8]、2016年コリアカップ[9]）
- ミッキーアイル（2014年シンザン記念、アーリントンカップ、NHKマイルカップ、スワンステークス、2016年阪急杯、マイルチャンピオンシップ）
- ミッキーロケット (2017年日経新春杯、2018年宝塚記念)
- サンライズノヴァ （2017年ユニコーンステークス、2018年武蔵野ステークス、2019年マイルチャンピオンシップ南部杯、2020年プロキオンステークス、武蔵野ステークス）
- インディチャンプ （2019年東京新聞杯、安田記念、マイルチャンピオンシップ、2020年マイラーズカップ）
- モズスーパーフレア （2019年オーシャンステークス、2020年高松宮記念）
- クリソベリル（2019年兵庫チャンピオンシップ、ジャパンダートダービー、日本テレビ盃、チャンピオンズカップ、2020年帝王賞、JBCクラシック）
- ピクシーナイト（2021年シンザン記念[10]、スプリンターズステークス）
- ノットゥルノ（2022年ジャパンダートダービー、2024年佐賀記念、名古屋グランプリ）
- デルマソトガケ（2022年全日本2歳優駿、2023年UAEダービー）[11]

### その他重賞競走優勝馬
- イナズマタカオー（1995年北九州記念、1996年中京記念）
- エガオヲミセテ（1998年阪神牝馬特別、1999年マイラーズカップ）
- ユーセイトップラン（1999年アルゼンチン共和国杯、1998年・2000年ダイヤモンドステークス）
- セレクトグリーン（1999年根岸ステークス）
- トシザミカ（2000年スパーキングレディーカップ、2001年サマーチャンピオン）
- トシザブイ（2002年・2003年目黒記念）
- ワナ（2002年新潟2歳ステークス）
- リンカーン（2004年阪神大賞典、2005年京都大賞典、2006年日経賞）
- レニングラード（2004年アルゼンチン共和国杯）
- トリリオンカット（2006年朝日チャレンジカップ）
- サンアディユ（2007年アイビスサマーダッシュ、2007年セントウルステークス、2007年京阪杯）
- ブラボーデイジー（2009年福島牝馬ステークス、2010年エンプレス杯）
- ザレマ（2009年京成杯オータムハンデキャップ）
- オウケンサクラ（2010年フラワーカップ）
- サンライズプリンス（2010年ニュージーランドトロフィー）
- ドモナラズ（2010年七夕賞）
- ダノンヨーヨー（2010年富士ステークス）
- レッドデイヴィス（2011年シンザン記念、毎日杯、鳴尾記念）
- サンライズベガ（2011年小倉大賞典）
- ミッキードリーム（2011年朝日チャレンジカップ）
- ヒストリカル（2012年毎日杯）
- アンビシャス (2015年ラジオNIKKEI賞、2016年大阪杯)
- リアファル (2015年神戸新聞杯)
- クランモンタナ (2016年小倉記念)
- ブラックスピネル (2017年東京新聞杯)
- アメリカズカップ (2017年きさらぎ賞)
- アドミラブル （2017年青葉賞）
- アサクサゲンキ （2017年小倉2歳ステークス、2021年・2022年小倉サマージャンプ）
- ダンビュライト （2018年アメリカジョッキークラブカップ、2019年京都記念）
- スティッフェリオ （2018年福島記念、2019年小倉大賞典、オールカマー）
- アリストテレス（2021年アメリカジョッキークラブカップ）
- モズメイメイ（2023年チューリップ賞、葵ステークス、2024年アイビスサマーダッシュ）[12]
- イーグルノワール（2023年兵庫ジュニアグランプリ）[13]
- ソーダズリング（2024年京都牝馬ステークス）[14]
- サンライズジパング（2024年不来方賞、みやこステークス）
- サンデーファンデー（2025年プロキオンステークス）

## 主な厩舎所属者
※太字は門下生。括弧内は厩舎所属期間と所属中の職分。
- 東田幸男（1995年-2025年 調教助手）
- 生野賢一（2003年-2010年 騎手、2010年-2025年 調教助手）
- 小林慎一郎（2012年-2025年 調教助手）
- 松若風馬（2014年-2022年、2024年-2025年 騎手）
- 塩村克己（2016年-2025年 調教助手）
- 小牧加矢太（2022年-2025年 騎手）